# AUM Fidelity
AUM Fidelity ist ein US-amerikanisches Jazz- und Indie-Rock-Plattenlabel, das 1997 in Brooklyn gegründet wurde. 
Das Label wurde von Steven Joerg, einem früheren Angestellten des Labels Homestead Records gegründet. Die Bezeichnung des Labels leitet sich teilweise von dem Charles Mingus Album Mingus Ah Um ab. Es ist der Musik von Musikern des US-amerikanischen Free Jazz gewidmet, so erschienen auf AUM Fidelity Alben von Daniel Carter, Joe Morris, Roy Nathanson, William Parker, Reuben Radding, Matthew Shipp und David S. Ware sowie Musik von Avantgarde-Rockbands wie Shrimp Boat. AUM Fidelity vertreibt auch die unabhängigen Label CaseQuarter, High Two und Riti.

## Ausgewählte Alben

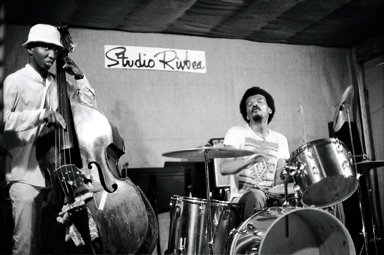
William Parker & Rashid Bakr 1976

- Joe Morris: A Cloud of Black Birds (1998)
- Other Dimensions in Music: Time Is of the Essence Is Beyond Time (1997, mit William Parker, Matthew Shipp, Roy Campbell, Rashid Bakr, Daniel Carter)
- William Parker: The Peach Orchard (1998)
- David S. Ware: Corridors and Parallels (2001)
- Bill Dixon: 17 Musicians in Search of a Sound: Darfur (2008)